# Tannenbaum Jakab
Tannenbaum Jakab (Szendrő, 1825. április 25. – Putnok, 1896. december 3.) rabbi.

## Élete
Tannenbaum Benjámin Wolf rabbi fia volt. 1858-ban Tállyán, 1869-től kezdve Mezőcsáton, 1873-tól Putnokon működött, és itt híres jesivát tartott fenn. Tanítványainak száma ezrekre megy. Responsumait és aggadikus magyarázatait halála után adták ki gyermekei. Utódja egyik fia, Tannenbaum Mayer tornai rabbi lett.
1889-ben a budapesti ortodox zsidó hitközség őt választotta meg rabbijává.
Fivére Tannenbaum Sraga mezőcsáti rabbi.